# Premio Ubu
Il premio Ubu, fondato nel 1977 dal critico Franco Quadri, è considerato il riconoscimento più importante di teatro in Italia.
Il nome del premio è un riferimento all'opera teatrale Ubu re (Ubu roi) di Alfred Jarry, drammaturgo francese.
Nelle prime due edizioni, veniva consegnato per meriti particolari non solo in campo teatrale ma anche cinematografico e lirico: dal 1979 è invece interamente dedicato al teatro. Dopo la scomparsa del fondatore, l'edizione 2012 viene organizzata per la prima volta dall'Associazione Ubu per Franco Quadri.
Dal premio è anche nata la casa editrice Ubulibri, fondata e diretta da Quadri, specializzata in pubblicazioni di testi e di saggi teatrali e cinematografici, soprattutto di autori contemporanei.
Spesso definiti "gli Oscar del teatro italiano", i premi Ubu sono l'equivalente teatrale dei David di Donatello per il cinema e del Premio regia televisiva per la TV, in Italia.

## Storia
Il premio Ubu è stato fondato nel 1977 da Franco Quadri, critico (prima su Sipario, poi su Panorama e infine su La Repubblica), saggista (Il rito perduto, Il teatro del regime, L'avanguardia teatrale in Italia, La politica del regista, Il teatro degli anni settanta - Tradizione e ricerca e Invenzione di un teatro diverso) e traduttore (tra gli altri Come è di Samuel Beckett; Una visita inopportuna e Tango barbaro di Copi; I paraventi e Le serve di Jean Genet; Gli aghi e l'oppio di Robert Lepage, fino a Ultimi rimorsi prima dell'oblio e Giusto la fine del mondo di Jean-Luc Lagarce e La compagnia degli uomini di Edward Bond).
Il premio, nei primi anni seguenti alla sua nascita, si occupava anche di cinema e lo coordinava, insieme al suo ideatore, Giovanni Buttafava, uno dei personaggi più amati e colti del giornalismo culturale del tempo, prematuramente scomparso nel 1990. Dalle preferenze di una scelta giuria di addetti ai lavori nascevano i premi annuali che nella prima edizione, per la stagione 1977-1978, furono assegnati a Le baccanti di Luca Ronconi e Gae Aulenti, a Marisa Fabbri come attrice della medesima tragedia e a Carmelo Bene come attore del suo Riccardo III e ad altri; per il cinema, a Ecce Bombo di Nanni Moretti e a Quell'oscuro oggetto del desiderio di Luis Buñuel come film straniero, e così via.

In seguito i premi Ubu e il Patalogo, l'annuario del teatro edito fino al 2009 dalla casa editrice Ubulibri che storicamente l'ha promosso, s'indirizzarono solo al teatro, continuando a segnalare di anno in anno le rappresentazioni e le regie più significative, con lo sguardo ai diversi linguaggi della scena italiana e internazionale. Tra gli altri, lo Strehler del Temporale, 1979; il Ronconi di Spettri, 1981, di Ignorabimus, 1985, de I dialoghi delle Carmelitane, 1987, de Gli ultimi giorni dell'umanità, 1990 e del gaddiano Pasticciaccio, 1995; il Carmelo Bene di Otello o la deficienza della donna, 1978 e di Macbeth, 1982, entrambi tratti da William Shakespeare; il Massimo Castri di Rosmersholm, di Così è (se vi pare), 1979, delle Trachinie, 1983, de Il ritorno dalla villeggiatura e de La ragione degli altri, 1997; il Cobelli della Turandot, 1980 e di Troilo e Cressida, 1992; il Tiezzi di Genet a Tangeri, 1983 e di Come è, 1986; il Leo de Berardinis di Ha da passà 'a nuttata, 1989 e de I giganti della montagna, 1992; il Thierry Salmon de Le Troiane, 1988; il Cecchi di Finale di partita, 1994; il Castellucci di Giulio Cesare, 1997 e di Genesi, 2000; il Martinelli di Sterminio, 2007; il Punzo dei Pescecani, 2004 e di Alice, 2010, fino ad arrivare alla Emma Dante de Le sorelle Macaluso, 2014, e all'Antonio Latella di Aminta, 2019, e Hamlet, 2021.

Carmelo Bene riceve il premio Ubu, al suo fianco Roberto Benigni

Dopo più di trent'anni di puntuale presenza, di attento reperimento di quanto di più vivo accada sulla scena italiana ed europea, i premi Ubu costituiscono ormai un punto di riferimento per tutti coloro che si interessano di teatro. Ecco perché l'associazione Ubu per Franco Quadri, dopo la sua morte, ha deciso di proseguirne il corso, impegnandosi nel garantire il profilo critico che ne costituisce il prestigio.

## Vincitori delle edizioni

### Stagione 1977/78
- Miglior spettacolo: Le Baccanti di Euripide, regia di Luca Ronconi, produzione del Laboratorio di Progettazione Teatrale di Prato
- Migliore regia: Luca Ronconi per Le Baccanti e La torre
- Migliore scenografia: Gae Aulenti per Le Baccanti, La torre e Calderon
- Migliori costumi: Carmelo Bene per Riccardo III
- Miglior attore protagonista: Carmelo Bene per Riccardo III
- Migliore attrice protagonista: Marisa Fabbri per Le Baccanti
- Miglior attore non protagonista: Mauro Avogadro per La torre
- Migliore attrice non protagonista: Miriam Acevedo e Gabriella Zamparini per Calderon
- Gruppo sperimentale dell'anno: Il Carrozzone.
- Miglior film italiano: Ecce bombo di Nanni Moretti
- Miglior film straniero: Quell'oscuro oggetto del desiderio di Luis Buñuel

### Stagione 1978/79
- Miglior spettacolo: Otello di Carmelo Bene, da William Shakespeare
- Migliore regia: Carmelo Bene per Otello
- Migliore scenografia: Carmelo Bene per Otello
- Miglior novità: Il concerto di Renzo Rosso
- Miglior spettacolo con musiche: Mistero napolitano di Roberto De Simone
- Miglior attore: Carmelo Bene per Otello e Manfred
- Migliore attrice: Piera Degli Esposti per Molly cara da James Joyce
- Miglior attore non protagonista: Cosimo Cinieri per Otello
- Migliore attrice non protagonista: Lina Sastri per Le femmine puntigliose e Le lacrime amare di Petra von Kant
- Gruppo sperimentale dell'anno: Il Carrozzone

### Stagione 1979/80
- Miglior spettacolo: Temporale di August Strindberg, regia di Giorgio Strehler, produzione del Piccolo Teatro di Milano
- Migliore regia: Massimo Castri per Rosmersholm e Così è (se vi pare)
- Migliore scenografia, ex aequo: Enrico Job per I giganti della montagna e Il padre; Magazzini Criminali Productions con la collaborazione di Alessandro Mendini, Paola Navone, Daniela Puppa, Franco Raggi per Crollo nervoso
- Migliori costumi, ex aequo: Santuzza Calì per  I corvi; Vera Marzot per L'uccellino azzurro
- Miglior novità: Crollo nervoso dei Magazzini Criminali Productions
- Miglior attore: Tino Carraro per El nost Milan e Temporale
- Migliore attrice: Piera Degli Esposti per Rosmersholm
- Miglior attore non protagonista: Luca De Filippo per Tre atti unici di Eduardo De Filippo
- Migliore attrice non protagonista: Marina Confalone per Il compleanno
- Miglior spettacolo straniero presentato in Italia: Andy Warhol's Last Love di Squat Theatre di New York

### Stagione 1980/81
- Miglior spettacolo: Turandot di Carlo Gozzi, regia di Giancarlo Cobelli, produzione dell'Ater - Emilia Romagna Teatro
- Migliore regia: Giancarlo Cobelli per Turandot
- Migliore scenografia: Paolo Tommasi per Turandot
- Miglior attore: Giorgio Albertazzi per Re Nicolò
- Migliore attrice: Valeria Moriconi per Hedda Gabler e Turandot
- Segnalazioni tecniche: Massimo Castri, Emanuele Luzzati

### Stagione 1981/82
- Miglior spettacolo: Spettri di Henrik Ibsen, regia di Luca Ronconi, produzione Luca Ronconi - Produzioni Teatrali srl
- Migliore regia: Aldo Trionfo per Candelaio
- Migliore scenografia: Mario Garbuglia per Spettri
- Miglior attore: Glauco Mauri per Il signor Puntila e il suo servo Matti
- Migliore attrice: Valeria Moriconi per Emma B. vedova Giocasta di Alberto Savinio
- Segnalazioni tecniche: Jon Hassell
- Miglior spettacolo straniero presentato in Italia: Faust di Johann Wolfgang von Goethe, regia di Klaus Michael Grüber, produzione Volksbühne

### Stagione 1982/83
- Miglior spettacolo: Macbeth di Carmelo Bene, da William Shakespeare
- Migliore regia: Giancarlo Sepe per Così è (se vi pare)
- Migliore scenografia: Alessandro Violi per Cuori strappati de La Gaia Scienza
- Miglior attore: Carmelo Bene per Macbeth
- Migliore attrice: Pamela Villoresi per Minna von Barnhelm
- Segnalazione di un'interpretazione particolarmente singolare: Pupella Maggio, Rosalia Maggio, Beniamino Maggio, per Era... 'na sera 'e... Maggio
- Segnalazioni tecniche: Teatro di Genova, Gianni Fiori
- Miglior spettacolo straniero presentato in Italia: tutti gli spettacoli, vecchi e nuovi, di Pina Bausch

### Stagione 1983/84
- Miglior spettacolo: Genet a Tangeri di Federico Tiezzi (Magazzini Criminali Productions)
- Migliore regia: Massimo Castri per Le Trachinie
- Migliore scenografia: Eduardo Arroyo per Nostalgia di Franz Jung
- Miglior attore: non assegnato
- Migliore attrice: Paola Mannoni per Le Trachinie e Fedra
- Segnalazione di un'interpretazione particolarmente singolare: Alfonso Santagata e Claudio Morganti per Il calapranzi
- Segnalazioni tecniche: Federico Tiezzi, Gianni Fiori, Teatro dell'Acqua

### Stagione 1984/85
- Miglior spettacolo: Le due commedie in commedia di Giovan Battista Andreini, regia di Luca Ronconi, produzione del Teatro di Roma
- Migliore regia: Luca Ronconi per Le due commedie in commedia di Giovan Battista Andreini e Commedia della seduzione di Arthur Schnitzler
- Migliore scenografia: Margherita Palli per Le due commedie in commedia e Commedia della seduzione
- Miglior attore: Leo De Berardinis per Dante Alighieri - Studi e variazioni
- Migliore attrice: Mariangela Melato per Vestire gli ignudi
- Segnalazioni: Teatro Valdoca, Elio De Capitani - Teatro dell'Elfo, Sosta Palmizi
- Miglior spettacolo straniero presentato in Italia ex aequo: L'antologia Pina Bausch a Venezia; I mille ciliegi di Yoshitsune (Compagnia di Kabuki di Ichikawa Ennosuke III)

### Stagione 1985/86
- Miglior spettacolo: Ignorabimus di Arno Holz, regia di Luca Ronconi, produzione Teatro Regionale Toscano
- Migliore regia: Thierry Salmon per A. da Agatha di Marguerite Duras
- Migliore scenografia: Margherita Palli per Ignorabimus
- Miglior attore: Vittorio Gassman per Affabulazione
- Miglior attrice: Edmonda Aldini, Delia Boccardo, Marisa Fabbri, Anna Maria Gherardi, Franca Nuti per Ignorabimus
- Segnalazioni: Luisa Pasello e Silvia Pasello, Maurizio Donadoni, Laura Montaruli, Teatro Laboratorio Settimo
- Miglior spettacolo straniero presentato in Italia: Mahābhārata di Peter Brook e Jean-Claude Carrière

### Stagione 1986/87
- Miglior spettacolo: Il gabbiano di Anton Čechov, regia di Massimo Castri, produzione del Centro Teatrale Bresciano
- Migliore regia: Federico Tiezzi per Come è da Samuel Beckett
- Migliore scenografia: Mario Martone per Ritorno ad Alphaville
- Miglior attore, ex aequo: Franco Branciaroli per Confiteor; Carlo Cecchi per Il misantropo
- Migliore attrice: Pamela Villoresi per La tragedia di Didone e La fiaccola sotto il moggio
- Segnalazioni: Paolo Rossi, Monica Bucciantini, Francois Kahn - Stefano Vercelli - Laura Colombo - Giacomo Pardini - Roberto Bacci
- Miglior spettacolo straniero presentato in Italia: Le récit de la servante Zerline di Hermann Broch, regia di Klaus Michael Grüber

### Stagione 1987/88
- Miglior spettacolo: I dialoghi delle Carmelitane di Georges Bernanos, regia di Luca Ronconi, produzione di Ater - Associazione Teatri Emilia-Romagna
- Migliore regia: Luca Ronconi per I dialoghi delle Carmelitane e Mirra
- Migliore scenografia: Gino Marotta per Hommelette for Hamlet
- Miglior attore: Sandro Lombardi per Artaud. Una tragedia e Hamletmaschine
- Migliore attrice: Franca Nuti per I dialoghi delle Carmelitane
- Premi speciali: Enzo Moscato, Galatea Ranzi, Studio Azzurro - Giorgio Barberio Corsetti
- Miglior spettacolo straniero presentato in Italia: Sei personaggi in cerca d'autore di Luigi Pirandello, regia di Anatolij Vasil'ev

### Stagione 1988/89
- Miglior spettacolo: Le troiane di Euripide, regia di Thierry Salmon, presentato alle Orestiadi di Gibellina
- Migliore regia: Massimo Castri per La famiglia Schroffenstein di Heinrich von Kleist e Il berretto a sonagli di Luigi Pirandello
- Migliore scenografia, ex aequo: Giorgio Barberio Corsetti e Mariano Lucci per Descrizione di una battaglia; Nunzio per Le troiane
- Miglior attore: Franco Branciaroli per In Exitu e Verbò di Giovanni Testori e per Cocktail Party di Thomas Stearns Eliot
- Migliore attrice: Elisabetta Pozzi per Giacomo, il prepotente di Giuseppe Manfridi, Arden e Francesca da Rimini di Gabriele D'Annunzio
- Premi speciali: Danio Manfredini, Giovanna Marini
- Miglior spettacolo straniero presentato in Italia: Lungo viaggio verso la notte di Eugene O'Neill, regia di Ingmar Bergman

### Stagione 1989/90
- Miglior spettacolo: Ha da passà 'a nuttata di Leo De Berardinis, produzione Teatro di Leo - Teatri Uniti
- Migliore regia: Luca Ronconi per L'uomo difficile di Hugo von Hofmannsthal, Strano interludio di Eugene O'Neill e Besucher di Botho Strauß
- Migliore scenografia: Arnaldo Pomodoro per I paraventi di Jean Genet e La passione di Cleopatra di Ahmed Shawqi
- Miglior attore: Umberto Orsini per L'uomo difficile e Besucher
- Migliore attrice: Alida Valli per I paraventi
- Premi Speciali: Teatro Stabile di Torino, Marisa Fabbri, Franco Scaldati
- Miglior spettacolo straniero presentato in Italia: Palermo Palermo di Pina Bausch

### Stagione 1990/91
- Miglior spettacolo: Gli ultimi giorni dell'umanità di Karl Kraus, regia di Luca Ronconi, produzione Teatro Stabile di Torino
- Migliore regia: Giancarlo Cobelli per Un patriota per me di John Osborne e Dialogo nella palude di Marguerite Yourcenar
- Migliore scenografia: Tobia Ercolino per Improvvisamente l'estate scorsa
- Miglior attore: Massimo De Francovich per Gli ultimi giorni dell'umanità di Karl Kraus
- Migliore attrice: Elisabetta Pozzi per I serpenti della pioggia di Per Olov Enquist
- Premi Speciali: Teatro del Carretto, Remondi e Caporossi, Marcido Marcidorjs e Famosa Mimosa, Armando Punzo - Annet Henneman - Compagnia della Fortezza
- Miglior spettacolo straniero presentato in Italia: La tempesta di William Shakespeare, regia di Peter Brook

### Stagione 1991/92
- Miglior spettacolo: Ritter, Dene, Voss di Thomas Bernhard, regia di Carlo Cecchi, produzione del Teatro Niccolini
- Migliore regia: Massimo Castri per I rusteghi
- Migliore scenografia: Arnaldo Pomodoro per Nella solitudine dei campi di cotone di Bernard-Marie Koltès
- Miglior attore: Dario Fo per Johan Padan a la descoverta de le Americhe
- Migliore attrice: Piera Degli Esposti per Madre Coraggio e i suoi figli
- Premi Speciali: Leo de Berardinis, Gabriele Vacis - Laboratorio Teatro Settimo, Cesare Garboli, Antonino Iuorio
- Miglior spettacolo straniero presentato in Italia: Doctor Faustus Lights the Lights di Gertrude Stein, regia di Bob Wilson

### Stagione 1992/93
- Miglior spettacolo: I giganti della montagna di Luigi Pirandello, regia di Leo de Berardinis, produzione del Teatro di Leo
- Migliore regia: Giancarlo Cobelli per Troilo e Cressida
- Migliore scenografia: Emanuele Luzzati per La leggenda di San Gregorio da Hartmann von Aue
- Miglior attore: Gabriele Ferzetti per Danza di morte
- Miglior attrice: Isa Danieli per Napoli milionaria!
- Premi Speciali: Luca Ronconi, Giorgio Barberio Corsetti, Andrea Taddei, Daniele Lievi
- Miglior spettacolo straniero presentato in Italia: Gaudeamus! da Serguei Kalédin, regia e adattamento di Lev Dodin

### Stagione 1993/94
- Miglior spettacolo: Marat-Sade di Peter Weiss, regia di Armando Punzo, produzione della Compagnia della Fortezza
- Migliore regia, ex aequo: Massimo Castri per Elettra di Euripide; Federico Tiezzi per Edipus di Giovanni Testori e Porcile di Pier Paolo Pasolini
- Migliore scenografia: Maurizio Balò per Elettra
- Miglior attore: Sandro Lombardi per Edipus e Porcile
- Miglior attrice: Mariangela Melato per L'affare Makropulos e Un tram che si chiama Desiderio
- Premi Speciali: Compagnia della Fortezza, Socìetas Raffaello Sanzio, Enzo Moscato, Antonio Neiwiller
- Miglior spettacolo straniero presentato in Italia: Alice da Lewis Carroll, di Bob Wilson, Paul Schimdt, Tom Waits

### Stagione 1994/95
- Miglior spettacolo: Finale di partita di Samuel Beckett, regia di Carlo Cecchi, produzione del Teatro Stabile di Firenze
- Migliore regia: Carlo Cecchi per Finale di partita
- Migliore scenografia: Emanuele Luzzati per Nel campo dei miracoli o il sogno di Pinocchio da Carlo Collodi
- Miglior attore: Massimo Popolizio per Re Lear e Verso Peer Gynt
- Migliore attrice: Judith Malina per Maudie e Jane, tratto da Il Diario di Jane Somers di Doris Lessing
- Premi Speciali: Carmelo Bene, Marco Paolini, Giovanna Marini, Alfonso Santagata
- Miglior spettacolo straniero presentato in Italia: Fratelli e sorelle di Fjodor Abramov, regia di Lev Dodin

### Stagione 1995/96
- Miglior spettacolo: Quer pasticciaccio brutto de via Merulana da Carlo Emilio Gadda, regia di Luca Ronconi, produzione del Teatro di Roma
- Migliore regia: Luca Ronconi per Quer pasticciaccio brutto de via Merulana
- Migliore scenografia: Margherita Palli per Quer pasticciaccio brutto de via Merulana
- Miglior attore: Marcello Mastroianni per Le ultime lune di Furio Bordon
- Migliore attrice: Elisabetta Pozzi per Zio Vanja
- Premi Speciali: Moni Ovadia, Ravenna Teatro, Teatro della Tosse
- Miglior spettacolo straniero presentato in Italia: Tre sorelle di Anton Čechov, regia di Eimuntas Nekrošius

### Stagione 1996/97
- Miglior spettacolo: Giulio Cesare di Romeo Castellucci, da William Shakespeare e gli storici latini, produzione Socìetas Raffaello Sanzio
- Migliore regia: Massimo Castri per Il ritorno dalla villeggiatura e La ragione degli altri
- Migliore scenografia: Maurizio Balò per Il ritorno dalla villeggiatura
- Miglior attore: Sandro Lombardi per Cleopatràs di Giovanni Testori
- Miglior attrice: Elisabetta Pozzi per Il lutto si addice ad Elettra
- Interpretazione particolarmente singolare di attore non protagonista: Massimiliano Speziani e Giuseppe Battiston per Petito Strenge, da Antonio Petito
- Interpretazione particolarmente singolare di attrice non protagonista: Silvia Pasello per Macbeth Horror Suite
- Nuovo attore o attrice (che abbia debuttato dopo il '90) ex aequo: Francesco Sframeli e Spiro Scimone
- Miglior spettacolo straniero presentato in Italia: Quartett, testo e regia di Heiner Müller
- Premi Speciali: Pippo Delbono, Festival Intercity - Laboratorio Nove, Marco Martinelli, Franco Scaldati

### Stagione 1997/98
- Miglior spettacolo: I fratelli Karamazov, da Fëdor Dostoevskij, regia di Luca Ronconi, produzione del Teatro di Roma
- Migliore regia: Federico Tiezzi per Amleto
- Migliore scenografia: Maurizio Balò per Orgia di Pier Paolo Pasolini
- Miglior attore: Gianrico Tedeschi per Il riformatore del mondo di Thomas Bernhard
- Miglior attrice: Isa Danieli per Luparella, La Celestina, I Persiani alla Fiumara
- Interpretazione particolarmente singolare di attore non protagonista: Toni Bertorelli per Il tartufo o L'impostore
- Interpretazione particolarmente singolare di attrice non protagonista: Le attrici di Temiscira 3, ultimo spettacolo di Thierry Salmon (Marie Bach, Cécilia Kankonda, Maria Grazia Mandruzzato, Silvia Pasello, Caroline Petrick, Candy Saulnier)
- Nuovo attore o attrice: Valerio Binasco
- Nuovo autore o autrice: Antonio Tarantino
- Miglior spettacolo straniero presentato in Italia: Hamletas di William Shakespeare, regia di Eimuntas Nekrošius
- Premi Speciali: Mimmo Cuticchio, Antonio Tarantino, Carlo Cecchi - Matteo Bavera - Teatro Garibaldi (Palermo), Socìetas Raffaello Sanzio - Chiara Guidi

### Stagione 1998/99
- Miglior spettacolo: Il processo di Giorgio Barberio Corsetti, da Franz Kafka, produzione Teatro Stabile dell'Umbria - Teatro Biondo
- Migliore regia: Carlo Cecchi per Misura per misura di William Shakespeare, I pensieri di Marianna Fiore da James Joyce, L'ultimo nastro di Krapp di Samuel Beckett e Hedda Gabler di Henrik Ibsen
- Miglior scenografia: Marco Capuana per Alcesti, Questa sera si recita a soggetto
- Miglior attore: Danio Manfredini per Al presente
- Miglior attrice: Franca Nuti per Alla meta di Thomas Bernhard
- Miglior attore non protagonista: Vittorio Franceschi per Questa sera si recita a soggetto
- Miglior attrice non protagonista: Milena Vukotic per Prima della pensione di Thomas Bernhard
- Miglior attore o attrice under 30: Manuela Mandracchia per L'ignorante e il folle di Thomas Bernhard e Questa sera si recita a soggetto di Luigi Pirandello
- Miglior novità italiana: Il sorriso di San Giovanni di Ruggero Cappuccio (Teatro Segreto)
- Miglior novità straniera: Prima della pensione di Thomas Bernhard (Teatro Eliseo)
- Migliore spettacolo straniero presentato in Italia: Stunde Null oder die Kunst des Servierens (L’ora zero o l’arte di servire. Un esercizio per la classe dirigente) di Christoph Marthaler
- Premi speciali: Motus, La tempesta - Dormiti gallina, dormiti riscrittura di Silvestro Sentiero, da William Shakespeare, regia di Davide Iodice, prodotto dalla compagnia Libera Mente di Napoli.

### Stagione 1999/2000
- Miglior spettacolo: Genesi, from the museum of sleep di Romeo Castellucci, produzione Socìetas Raffaello Sanzio
- Migliore regia: Luca Ronconi per "Progetto Sogno": La vita è sogno di Pedro Calderón de la Barca e Il sogno di August Strindberg
- Migliore scenografia: Mimmo Paladino per Edipo re
- Migliore attore: Franco Branciaroli per La vita è sogno
- Migliore attrice: Ermanna Montanari per L'isola di Alcina di Nevio Spadoni
- Migliore attore non protagonista: Riccardo Bini per La vita è sogno
- Migliore attrice non protagonista ex aequo: Elena Bucci per Riccardo III e le regine; Teresa Saponangelo per Tartufo
- Miglior attore o attrice under 30: Max Malatesta per America
- Nuovo testo italiano: Materiali per una tragedia tedesca di Antonio Tarantino
- Migliore spettacolo straniero presentato in Italia: Makbetas di William Shakespeare, regia di Eimuntas Nekrošius (Compagnia Meno Fortas di Vilnius)
- Premio Speciale: Mario Martone - Teatro di Roma, Franca Valeri, Progetto "Prototipo" autogestito da Fanny & Alexander, Masque Teatro, Motus e Teatrino Clandestino a Interzona di Verona, Raffaella Giordano - Sosta Palmizi

### Stagione 2000/01
- Miglior spettacolo: Lolita di Vladimir Nabokov regia di Luca Ronconi, produzione Piccolo Teatro di Milano
- Miglior regia: Federico Tiezzi per Scene di Amleto da William Shakespeare e L'apparenza inganna di Thomas Bernhard
- Miglior scenografia: Margherita Palli per Lolita
- Miglior attore ex aequo: Massimo Popolizio per I due gemelli veneziani; Umberto Orsini per L'arte della commedia e Il nipote di Wittgenstein
- Miglior attrice: Isa Danieli per Filumena Marturano
- Miglior attore non protagonista ex aequo: Giovanni Crippa per I due gemelli veneziani; Gianfelice Imparato per I dieci comandamenti di Raffaele Viviani
- Miglior attrice non protagonista: Laura Marinoni per Lolita
- Miglior attore o attrice under 30: Michela Cescon
- Miglior novità italiana: Due fratelli di Fausto Paravidino
- Miglior spettacolo straniero presentato in Italia: Allemaal Indiaan di Alain Platel e Arne Sierens
- Premio speciale: Giustino Durano, Antonio Latella, Workcenter di Pontedera

### Stagione 2001/02
- Miglior spettacolo: Infinities di John D. Barrow, regia di Luca Ronconi, produzione Piccolo Teatro (Milano)
- Miglior regia: Massimo Castri per John Gabriel Borkman di Henrik Ibsen
- Miglior scenografia: Maurizio Balò per John Gabriel Borkman e Madame de Sade
- Miglior attore: Sandro Lombardi per L'Ambleto
- Miglior attrice: Mariangela Melato per Quel che sapeva Maisie
- Miglior attore non protagonista: Massimo Verdastro per L'Ambleto
- Miglior attrice non protagonista: Annamaria Guarnieri per Quel che sapeva Maisie
- Miglior attore o attrice under 30: Fausto Russo Alesi
- Nuovo testo italiano: mPalermu di Emma Dante
- Nuovo testo straniero: Crave e 4.48 Psychosis di Sarah Kane
- Miglior spettacolo di teatrodanza: <Otto> di Kinkaleri
- Miglior spettacolo straniero presentato in Italia: La tragédie d'Hamlet di William Shakespeare regia di Peter Brook
- Premio speciale: Ascanio Celestini, Motus, Luigi Ceccarelli, Vesuvioteatro

### Stagione 2002/03
- Miglior spettacolo: Sabato, domenica e lunedì di Eduardo De Filippo, regia di Toni Servillo, produzione Teatri Uniti
- Miglior regia: Toni Servillo per Sabato, domenica e lunedì di Eduardo De Filippo
- Miglior scenografia: Daniela Dal Cin per Bersaglio su Molly Bloom, da James Joyce
- Miglior attore ex aequo: Carlo Cecchi per La storia immortale, da Karen Blixen; Roberto Herlitzka per La mostra di Claudio Magris
- Miglior attrice: Anna Bonaiuto per Sabato, domenica e lunedì
- Miglior attore non protagonista: Francesco Silvestri per Sabato, domenica e lunedì
- Miglior attrice non protagonista: Manuela Mandracchia per Amor nello specchio
- Miglior attore o attrice under 30: Marco Foschi
- Nuovo testo italiano ex aequo: Tomba di cani di Letizia Russo; Carnezzeria di Emma Dante
- Nuovo testo straniero: Cara professoressa di Ljudmila Razumovskaja
- Miglior spettacolo di teatrodanza: Il migliore dei mondi possibili di Roberto Castello - Aldes
- Miglior spettacolo straniero presentato in Italia: Woyzeck di Georg Büchner, regia di Robert Wilson
- Premio speciale: Iliade di Teatrino Clandestino, Davide Enia

### Stagione 2003/04
- Miglior spettacolo: I Pescecani ovvero quello che resta di Bertolt Brecht di Armando Punzo (Compagnia della Fortezza)
- Miglior regia ex aequo: Arturo Cirillo per L'ereditiera da Henry James; Danio Manfredini per Cinema Cielo
- Miglior scenografia ex aequo: Carmelo Giammello per L'avaro; Mimmo Paladino per Edipo a Colono
- Miglior attore: Roberto Herlitzka per Lasciami andare, madre di Lina Wertmuller e Helga Schneider
- Miglior attrice: Michela Cescon per Giulietta da Federico Fellini
- Miglior attore non protagonista: Valerio Binasco per Edipo a Colono
- Miglior attrice non protagonista: Barbara Valmorin per Peccato che fosse puttana
- Miglior attore o attrice under 30: Filippo Timi
- Miglior testo italiano: Il cortile di Spiro Scimone
- Nuovo testo straniero Inverno di Jon Fosse
- Miglior spettacolo teatrodanza: Empty space di Virgilio Sieni
- Miglior spettacolo straniero presentato in Italia: Agamennone - sono tornato dal supermercato e ho preso a legnate mio figlio, testo e regia di Rodrigo García
- Premio speciale: Remondi e Caporossi, Tragedia Endogonidia della Socìetas Raffaello Sanzio, Nanni Garella

### Stagione 2004/05
- Miglior spettacolo: Professor Bernhardi di Arthur Schnitzler, regia di Luca Ronconi, produzione Piccolo Teatro (Milano)
- Miglior regia: Luca Ronconi per Professor Bernhardi
- Miglior scenografia: Margherita Palli per Professor Bernhardi
- Miglior attore: Massimo De Francovich per Professor Bernhardi e Paolo Borsellino Essendo Stato
- Miglior attrice: Maria Paiato per La Maria Zanella di Sergio Pierattini
- Miglior attore non protagonista: Massimo Popolizio per Professor Bernhardi
- Miglior attrice non protagonista: Francesca Mazza per Ada, cronaca familiare e Aqua marina di Fanny & Alexander
- Nuovo testo italiano: Scemo di guerra di Ascanio Celestini
- Nuovo testo straniero ex aequo: Bingo di Edward Bond, Tre pezzi facili di Martin Crimp
- Miglior spettacolo straniero presentato in Italia: The Busker's Opera di Robert Lepage
- Premio speciale: Giuliano Scabia, Marco Baliani, Fanny & Alexander, Hubert Westkemper

### Stagione 2005/06
- Miglior spettacolo: Gli uccelli di Aristofane, regia di Federico Tiezzi, produzione Compagnia Lombardi-Tiezzi
- Miglior regia: Federico Tiezzi per Gli uccelli di Aristofane
- Miglior scenografia: Tiziano Santi per Troilo e Cressida di William Shakespeare, Il silenzio dei comunisti da Alfredo Reichlin, Miriam Mafai e Vittorio Foa, Lo specchio del diavolo di Giorgio Ruffolo
- Miglior attore: Luigi Lo Cascio per Il silenzio dei comunisti
- Miglior attrice: Maria Paiato per Il silenzio dei comunisti
- Miglior attore non protagonista: Arturo Cirillo per Le intellettuali
- Miglior attrice non protagonista: Gianna Giachetti per Il padre
- Miglior attore o attrice under 30 ex aequo: Alessandro Argnani; Raffaele Esposito; Lorenzo Gleijeses
- Nuovo testo italiano: Il sorriso di Daphne di Vittorio Franceschi
- Nuovo testo straniero: La chiusa di Conor McPherson
- Miglior spettacolo straniero presentato in Italia: Winch Only di Christoph Marthaler, da L'incoronazione di Poppea di Claudio Monteverdi
- Premio speciale: Progetto "Arrevuoto Scampia - Napoli", Progetto "Domani" di Luca Ronconi, Teatrino Giullare, Biennale Teatro 2005 diretta da Romeo Castellucci

### Stagione 2006/07
- Miglior spettacolo: Studio su Medea, regia di Antonio Latella, produzione Teatro Stabile dell'Umbria
- Miglior regia: Marco Martinelli per Sterminio di Werner Schwab
- Miglior scenografia: Marco Rossi per Inventato di sana pianta di Hermann Broch
- Miglior attore: Saverio La Ruina per Dissonorata
- Miglior attrice: Ermanna Montanari per Sterminio
- Miglior attore non protagonista: Elio De Capitani per Angels in America di Tony Kushner
- Miglior attrice non protagonista: Monica Piseddu per Le cinque rose di Jennifer
- Miglior attore o attrice under 30 ex aequo: Emiliano Masala; Umberto Petranca
- Nuovo testo italiano: Dissonorata di Saverio La Ruina
- Nuovo testo straniero: Sterminio di Werner Schwab
- Miglior spettacolo straniero presentato in Italia: Faust di J. W. Goethe, regia di Eimuntas Nekrošius
- Premio speciale: Festival delle colline torinesi, Vincent Longuemare, Gigi Saccomandi

### Stagione 2007/08
- Miglior spettacolo: Trilogia della villeggiatura di Carlo Goldoni, regia di Toni Servillo, produzione Teatri Uniti
- Miglior regia: Massimiliano Civica per Il mercante di Venezia di William Shakespeare
- Miglior scenografia: Marius Nekrošius per Anna Karenina
- Miglior attore: Alessandro Bergonzoni per Nel
- Miglior attrice: Mascia Musy per Anna Karenina
- Miglior attore non protagonista: Paolo Pierobon per Anna Karenina
- Miglior attrice non protagonista: Elena Ghiaurov per Itaca e L'antro delle ninfe di Botho Strauß, da Omero e Porfirio
- Miglior attore o attrice under 30: Chiara Baffi
- Nuovo testo italiano: La badante di Cesare Lievi
- Nuovo testo straniero: Hamelin di Juan Mayorga
- Miglior spettacolo straniero presentato in Italia: Fragments da Samuel Beckett, regia di Peter Brook
- Premio speciale: Pathosformel, I Sacchi di Sabbia, Drodesera Festival

### Stagione 2008/09
- Miglior spettacolo: I demoni da Fëdor Dostoevskij, regia di Peter Stein
- Miglior regia: Valter Malosti per Quattro atti profani di Antonio Tarantino
- Miglior scenografia ex aequo: Daniela Dal Cin per ... Ma bisogna che il discorso si faccia! da Samuel Beckett; Margherita Palli per Sogno di una notte di mezza estate di William Shakespeare
- Miglior attore: Giuseppe Battiston per Orson Welles' roast
- Miglior attrice: Ermanna Montanari per Rosvita
- Miglior attore non protagonista: Fausto Russo Alesi per I demoni e Sogno di una notte di mezza estate
- Miglior attrice non protagonista: Francesca Ciocchetti per I pretendenti e Giusto la fine del mondo di Jean-Luc Lagarce, per La cimice di Vladimir Majakovskij, per Sogno di una notte di mezza estate e per Un altro Gabbiano da Anton Cechov
- Miglior attore o attrice under 30: Silvia Calderoni
- Nuovo testo italiano: Pali di Spiro Scimone
- Nuovo testo straniero: Giusto la fine del mondo di Jean-Luc Lagarce
- Miglior spettacolo straniero presentato in Italia: Die Dreigroschenoper di Bertolt Brecht e Kurt Weill, regia di Robert Wilson
- Premio speciale: Primavera dei Teatri, Santasangre - Muta Imago - Teatro Sotterraneo - Babilonia Teatri, Inequilibrio Festival

### Stagione 2009/10
- Miglior spettacolo ex aequo: Finale di partita di Samuel Beckett, regia di Massimo Castri; L'ingegner Gadda va alla guerra da Carlo Emilio Gadda, regia di Giuseppe Bertolucci e Fabrizio Gifuni; Roman e il suo cucciolo di Reginaldo Povod, regia di Alessandro Gassmann.
- Miglior regia: Armando Punzo per Alice nel Paese delle Meraviglie - Saggio sulla fine di una civiltà da Lewis Carroll
- Miglior scenografia: Andris Freibergs per Le signorine di Wilko
- Miglior attore: Fabrizio Gifuni per L'ingegner Gadda va alla guerra
- Miglior attrice: Francesca Mazza per West di Fanny & Alexander e Progetto Ravenhill di Accademia degli Artefatti
- Miglior attore non protagonista: Francesco Colella per Dettagli di Lars Norén e Il mercante di Venezia di William Shakespeare
- Miglior attrice non protagonista: Ida Marinelli per Angels in America. Seconda parte: Perestroika di Tony Kushner
- Miglior attore o attrice under 30: Giovanni Anzaldo
- Nuovo testo italiano: La Borto di Saverio La Ruina
- Nuovo testo straniero ex aequo: Bizarra di Rafael Spregelburd; Immanuel Kant di Thomas Bernhard
- Miglior spettacolo straniero presentato in Italia: Lipsynch di Robert Lepage
- Premio speciale: Punta Corsara, Kilowatt Festival, Roberto Saviano

### Stagione 2010/11
- Miglior spettacolo ex aequo: Dopo la battaglia scritto e diretto da Pippo Delbono; The History Boys di Alan Bennett, regia Ferdinando Bruni e Elio De Capitani
- Miglior regia ex aequo: Valerio Binasco per Romeo e Giulietta; Mario Martone per Operette Morali
- Miglior scenografia: Maurizio Balò per Il misantropo
- Miglior attore: Gianrico Tedeschi per La compagnia degli uomini di Edward Bond
- Miglior attrice ex aequo: Federica Fracassi per Hilda di Marie Ndiaye e Incendi di Wajdi Mouawad; Mariangela Melato per Nora alla prova di "Casa di bambola"
- Miglior attore non protagonista: Luca Micheletti per La resistibile ascesa di Arturo Ui
- Miglior attrice non protagonista: Ida Marinelli per The History Boys
- Miglior attore o attrice under 30: I ragazzi di The History Boys (Giuseppe Amato, Marco Bonadei, Angelo Di Genio, Loris Fabiani, Andrea Germani, Andrea Macchi, Alessandro Rugnone, Vincenzo Zampa)
- Nuovo testo italiano: The end di Valeria Raimondi e Enrico Castellani (Babilonia Teatri)
- Nuovo testo straniero: Lucido di Rafael Spregelburd
- Miglior spettacolo straniero presentato in Italia: Vollmond di Pina Bausch
- Premi speciali: Teatro Povero di Monticchiello, Virgilio Sieni, Teatro Valle occupato, Festival Prospettiva del Teatro Stabile di Torino, Rai Radio Tre, Mario Perrotta

### Stagione 2011/12
- Miglior spettacolo: The Coast of Utopia di Tom Stoppard, regia di Marco Tullio Giordana
- Miglior regia: Antonio Latella per Un tram che si chiama desiderio
- Miglior scenografia: Lino Fiorito per Giù di Spiro Scimone
- Miglior attore: Saverio La Ruina per Italianesi
- Miglior attrice: Daria Deflorian per Reality di Daria Deflorian e Antonio Tagliarini e per L'origine del mondo di Lucia Calamaro
- Miglior attore non protagonista: Fausto Russo Alesi per Santa Giovanna dei Macelli
- Miglior attrice non protagonista ex aequo: Federica Santoro per L'origine del mondo; Elisabetta Valgoi per Un tram che si chiama desiderio
- Miglior attore o attrice under 30 ex aequo: Lucrezia Guidone; gli attori e le attrici di Punta Corsara (Mirko Calemme, Giuseppina Cervizzi, Christian Giroso, Vincenzo Nemolato, Valeria Pollice, Antonio Stornaiuolo, Giovanni Vastarella)
- Nuovo testo italiano: L'origine del mondo di Lucia Calamaro
- Nuovo testo straniero: The Coast of Utopia di Tom Stoppard
- Miglior spettacolo straniero presentato in Italia: Richard III da William Shakespeare, regia di Sam Mendes
- Premi speciali: Dom la cupola del Pilastro di Laminarie, Il Funaro, Claudio Morganti, Anatolij Vasil'ev, Eresia della felicità di Marco Martinelli

### Stagione 2012/13
- Miglior spettacolo: Il panico di Rafael Spregelburd, regia di Luca Ronconi
- Miglior regia: Antonio Latella per Francamente me ne infischio, di Linda Dalisi e Federico Bellini
- Miglior scenografia: Marco Rossi per Il panico
- Miglior attore ex aequo: Carlo Cecchi per La serata a Colono di Elsa Morante; Mario Perrotta per Un bès-Antonio Ligabue
- Miglior attrice: Caterina Carpio, Candida Nieri, Valentina Acca per Francamente me ne infischio
- Miglior attore non protagonista: Peppe Servillo per Le voci di dentro
- Miglior attrice non protagonista: Antonia Truppo per La serata a Colono
- Nuovo attore o attrice (under 30): Alice Spisa
- Nuovo testo italiano o ricerca drammaturgica: Pantani di Marco Martinelli
- Nuovo testo straniero: Jucatùr di Pau Mirò
- Miglior spettacolo straniero presentato in Italia: Odyssey di Simon Armitage, regia di Bob Wilson
- Premi speciali: Chiara Guidi, Danio Manfredini, Stefano Massini, Il ratto d'Europa di Claudio Longhi, Antonio Rezza e Flavia Mastrella

### Stagione 2013/14
- Miglior spettacolo: Le sorelle Macaluso, scritto e diretto da Emma Dante
- Miglior regia: Emma Dante per Le sorelle Macaluso
- Miglior scenografia: Alessandro Marzetti, Silvia Bertoni, Armando Punzo per Santo Genet Commediante e Martire
- Miglior progetto sonoro o musiche originali: G.u.p. Alcaro per Quartett di Heiner Müller
- Miglior attore: Roberto Latini per Il servitore di due padroni
- Miglior attrice: Arianna Scommegna per Il ritorno a casa
- Nuovo attore o attrice (under 35): Licia Lanera
- Nuovo testo italiano o ricerca drammaturgica: Ce ne andiamo per non darvi altre preoccupazioni di Daria Deflorian e Antonio Tagliarini
- Nuovo testo straniero: Frost/Nixon di Peter Morgan
- Miglior spettacolo straniero presentato in Italia: Glaube, Liebe, Hoffnung di Ödön von Horváth, regia di Christoph Marthaler
- Miglior progetto artistico o organizzativo: e la volpe disse al corvo. Corso di Linguistica Generale. Il teatro di Romeo Castellucci nella città di Bologna a cura di Piersandra Di Matteo
- Premi speciali: Compagnia Marionettistica Carlo Colla e Michele Sambin - Tam Teatromusica

### Stagione 2014/15
- Miglior spettacolo: Lehman Trilogy di Stefano Massini, regia di Luca Ronconi
- Miglior progetto artistico o organizzativo: Progetto Ligabue Arte marginalità e follia di Mario Perrotta
- Miglior regia: Massimiliano Civica per Alcesti
- Miglior scenografia ex aequo: Romeo Castellucci per Go down, Moses; Marco Rossi per Lehman Trilogy
- Miglior progetto sonoro o musiche originali: Gianluca Misiti per I giganti della montagna
- Miglior attore o performer: Massimo Popolizio per Lehman Trilogy
- Miglior attrice o performer: Monica Piseddu per Alcesti di Euripide, Natale in casa Cupiello di Eduardo De Filippo e Ti regalo la mia morte, Veronika da Veronika Voss di Rainer Werner Fassbinder
- Nuovo attore o attrice (under 35): Fabrizio Falco
- Nuovo testo italiano o ricerca drammaturgica: Lehman Trilogy di Stefano Massini
- Nuovo testo straniero: Il vizio dell'arte di Alan Bennett
- Miglior spettacolo straniero presentato in Italia: Das Weisse vom Ei/Une île flottante, da Eugène Labiche, regia di Christoph Marthaler (Theater Basel, Théâtre Vidy-Lausanne)
- Premi speciali: Giuliano Scabia, Carla Pollastrelli e Olinda Teatro

### Stagione 2015/16
- Miglior spettacolo: Santa Estasi. Atridi: otto ritratti di famiglia, regia di Antonio Latella
- Miglior regia: Federico Tiezzi per Calderón
- Miglior allestimento scenico: Lino Fiorito per Amore di Spiro Scimone
- Miglior progetto sonoro o musiche originali: Enzo Avitabile per Vangelo di Pippo Delbono
- Miglior attore: Paolo Pierobon per Morte di Danton
- Miglior attrice: Elena Bucci per La locandiera, La canzone di Giasone e Medea, Macbeth Duo e Bimba. Inseguendo Laura Betti
- Nuovo attore o attrice (under 35): Il cast di Santa Estasi. Atridi: otto ritratti di famiglia (Alessandro Bay Rossi, Barbara Chichiarelli, Marta Cortellazzo Wiel, Ludovico Fededegni, Mariasilvia Greco, Christian La Rosa, Leonardo Lidi, Alexis Aliosha Massine, Barbara Mattavelli, Gianpaolo Pasqualino, Federica Rosellini, Andrea Sorrentino, Emanuele Turetta, Isacco Venturini, Ilaria Matilde Vigna, Giuliana Vigogna)
- Nuovo testo italiano o ricerca drammaturgica ex aequo: Amore di Spiro Scimone; Geppetto e Geppetto di Tindaro Granata
- Miglior spettacolo straniero presentato in Italia: Mount Olympus, scritto e diretto da Jan Fabre (Theater Basel, Théâtre Vidy-Lausanne)
- Miglior progetto artistico o organizzativo: Pietro Valenti - ERT
- Premi speciali: Fausto Malcovati, Titivillus, L'Arboreto

### Stagione 2016/17
- Miglior spettacolo: Macbettu, da William Shakespeare, regia di Alessandro Serra
- Miglior spettacolo di danza: Sylphidarium. Maria Taglioni on the Ground, regia e coreografia di Francesca Pennini
- Progetto curatoriale: Marco Martinelli e Ermanna Montanari per Inferno
- Miglior regia ex aequo: Massimo Popolizio per Ragazzi di vita; Massimiliano Civica per Un quaderno per l'inverno
- Miglior allestimento scenico: Gianni Staropoli per Il cielo non è un fondale di Daria Deflorian e Antonio Tagliarini
- Miglior progetto sonoro o musiche originali: Gianluca Misiti per Cantico dei Cantici
- Miglior attore o performer: Roberto Latini per Cantico dei Cantici
- Miglior attrice o performer: Giulia Lazzarini per Emilia
- Nuova attrice o performer (under 35) ex aequo: Serena Balivo; Claudia Marsicano
- Nuovo attore o performer (under35): Christian La Rosa
- Miglior nuovo testo italiano o scrittura drammaturgica: Un quaderno per l'inverno di Armando Pirozzi
- Miglior nuovo testo straniero o scrittura drammaturgica: Emilia di Claudio Tolcachir
- Premio UBU alla carriera: Antonio Tarantino
- Miglior spettacolo straniero presentato in Italia: Five Easy Pieces di Milo Rau (CAMPO & IIPM)
- Premi speciali: CReSCo - Coordinamento delle Realtà della Scena Contemporanea, AkropolisLibri, Fabulamundi - Playwriting Europe (progetto di PAV)

### Stagione 2017/18
- Miglior spettacolo: Overload, concept e regia di Sotterraneo
- Miglior spettacolo di danza: Euforia, ideazione e regia di Silvia Rampelli
- Miglior regia: Mimmo Borrelli per La cupa
- Miglior curatore/curatrice o organizzatore/organizzatrice ex aequo: Francesca Corona; Daniele Del Pozzo
- Miglior allestimento scenico: Marco Rossi e Gianluca Sbicca per Freud o l'interpretazione dei sogni di Stefano Massini
- Miglior progetto sonoro o musiche originali: Andrea Salvadori per Beatitudo di Armando Punzo
- Miglior attore ex aequo: Gianfranco Berardi per Amleto take away; Lino Guanciale per La classe operaia va in paradiso
- Miglior attrice: Ermanna Montanari per Va pensiero e Fedeli d'Amore di Marco Martinelli
- Nuova attrice o performer (under 35): Chiara Bersani
- Nuovo attore o performer (under35) ex aequo: Marco D’Agostin; PierGiuseppe Di Tanno
- Miglior nuovo testo italiano o scrittura drammaturgica: La cupa di Mimmo Borrelli
- Miglior nuovo testo straniero o scrittura drammaturgica: Afghanistan: Enduring Freedom di Richard Bean, Ben Ockrent, Simon Stephens, Colin Teevan, Naomi Wallace
- Premio UBU alla carriera: Enzo Moscato
- Miglior spettacolo straniero presentato in Italia: Nachlass di Rimini Protokoll (Théâtre Vidy-Lausanne)
- Premi speciali: Aldes, Gianni Manzella, Teatro dell’Acquario-Centro RAT di Cosenza, Antonio Viganò - Accademia Arte della Diversità, Andrea Cosentino

### Stagione 2018/19
- Miglior spettacolo ex aequo: Aminta, da Torquato Tasso, regia di Antonio Latella; Un nemico del popolo, di Henrik Ibsen, regia di Massimo Popolizio
- Miglior spettacolo di danza: Bermudas Forever di Michele di Stefano
- Miglior curatore/curatrice o organizzatore/organizzatrice: Settimio Pisano (Primavera dei Teatri)
- Miglior regia: Lisa Ferlazzo Natoli per When the Rain Stops Falling
- Miglior attrice: Maria Paiato per Un nemico del popolo
- Miglior attore: Lino Musella per The Night Writer di Jan Fabre
- Nuova attrice o performer (under 35) ex aequo: Marina Occhionero; Matilde Vigna
- Nuovo attore o performer (under 35): Andrea Argentieri
- Miglior allestimento scenico: Stefano Tè, Dino Serra e Massimo Zanelli per Moby Dick
- Migliori costumi: Gianluca Falaschi per Orgoglio e pregiudizio e When the Rain Stops Falling
- Miglior progetto sonoro o musiche originali: Hubert Westkemper per Lo Psicopompo di Dario De Luca e La classe di Fabiana Iacozzilli
- Miglior disegno luci: Gianni Staropoli per Quasi niente di Daria Deflorian e Antonio Tagliarini
- Miglior nuovo testo italiano o scrittura drammaturgica (messi in scena da compagnie o artisti italiani): L’abisso di Davide Enia
- Miglior nuovo testo straniero o scrittura drammaturgica (messi in scena da compagnie o artisti italiani): When the Rain Stops Falling di Andrew Bovell
- Miglior spettacolo straniero presentato in Italia: The Repetition – Histoire(s) du théâtre di Milo Rau
- Premio UBU alla carriera: Mimmo Cuticchio
- Premi speciali: Pupi e Fresedde - Teatro di Rifredi; Associazione Riccione Teatro - Premio Riccione per il Teatro; Se questo è Levi, spettacolo di Fanny&Alexander
- Menzione speciale di solidarietà: Flavia Armenzoni, Alessandra Belledi e Beatrice Baruffini, ex direzione del Teatro delle Briciole

### Stagioni 2019/20 e 2020/21
- Miglior spettacolo di teatro: Hamlet, da William Shakespeare, regia di Antonio Latella
- Miglior spettacolo di danza: Doppelgänger di Michele Abbondanza e Antonella Bertoni e Maurizio Lupinelli
- Miglior curatore/curatrice o organizzatore/organizzatrice: Lucia Franchi e Luca Ricci (Kilowatt Festival)
- Miglior regia: Fabio Condemi per La filosofia nel boudoir
- Miglior attrice: Manuela Lo Sicco per Misericordia di Emma Dante
- Miglior attore: Gabriele Portoghese per Tiresias
- Nuova attrice o performer (under 35): Federica Rosellini
- Nuovo attore o performer (under 35): Francesco Alberici
- Miglior scenografia: Nicolas Bovey per La casa di Bernarda Alba e Le sedie
- Migliori costumi: Emanuela Dall'Aglio per Naturae - la valle dell'annientamento di Armando Punzo
- Miglior disegno luci: Pasquale Mari per Misery e Solaris
- Miglior progetto sonoro o musiche originali: Collettivo Angelo Mai per Tiresias
- Miglior nuovo testo italiano o scrittura drammaturgica (messi in scena da compagnie o artisti italiani): Spezzato è il cuore della bellezza di Mariano Dammacco
- Miglior nuovo testo straniero o scrittura drammaturgica (messi in scena da compagnie o artisti italiani): Tiresias di Kae Tempest
- Miglior spettacolo straniero presentato in Italia: Ink di Dīmītrīs Papaïōannou
- Premio UBU alla carriera: Giulia Lazzarini
- Premi speciali: Elvira Frosini - Daniele Timpano, Teatro dell'Argine, AMAT Associazione Marchigiana Attività Teatrali, Teatro Metastasio di Prato, Progetto Oceano Indiano del Teatro India di Roma, LAC - Lugano Arte Cultura

### Stagione 2021/22
- Miglior spettacolo di teatro: L'angelo della storia, regia di Sara Bonaventura, Claudio Cirri, Daniele Villa (Sotterraneo)
- Miglior spettacolo di danza: Inferno di Aldes, regia di Roberto Castello
- Miglior curatore/curatrice o organizzatore/organizzatrice: Maurizio Sguotti (Terreni Creativi Festival)
- Miglior regia: Licia Lanera per Con la carabina
- Miglior attrice: Sonia Bergamasco per Chi ha paura di Virginia Woolf?
- Miglior attore: Marco Cavalcoli per Ashes e Ottantanove
- Nuova attrice o performer (under 35): Stefania Tansini
- Nuovo attore o performer (under 35): Alessandro Bay Rossi e Ludovico Fededegni
- Miglior scenografia: Paola Villani per Carne blu
- Migliori costumi: Gianluca Sbicca per M. Il figlio del secolo
- Miglior disegno luci: Nicolas Bovey per La signorina Giulia e I due gemelli veneziani
- Miglior progetto sonoro o musiche originali: Muta Imago per Ashes
- Miglior nuovo testo italiano o scrittura drammaturgica (messi in scena da compagnie o artisti italiani): Dei figli di Mario Perrotta e Ottantanove di Elvira Frosini e Daniele Timpano
- Miglior nuovo testo straniero o scrittura drammaturgica (messi in scena da compagnie o artisti italiani): Con la carabina di Pauline Peyrade
- Miglior spettacolo straniero presentato in Italia: Catarina e a beleza de matar fascistas di Tiago Rodrigues
- Premio UBU alla carriera: Umberto Orsini
- Premi speciali: Fabrizio Arcuri, Malagola, Massimo Marino

### Stagione 2022/2023
- Miglior spettacolo di teatro: Anatomia di un suicidio, regia di Lisa Ferlazzo Natoli e Alessandro Ferroni (lacasadargilla)
- Miglior spettacolo di danza: Gli anni di Marco D'Agostin
- Miglior regia: Lisa Ferlazzo Natoli e Alessandro Ferroni per Anatomia di un suicidio e Il ministero della solitudine
- Miglior attrice: Marta Ciappina per Gli anni
- Miglior attore: Francesco Villano per Anatomia di un suicidio e Il ministero della solitudine
- Nuova attrice o performer (under 35): Petra Valentini
- Nuovo attore o performer (under 35): Alberto Boubakar Malanchino
- Miglior scenografia: Margherita Palli per Romeo e Giulietta
- Migliori costumi: Federica Del Gaudio per Natale in casa Cupiello/Spettacolo per attore cum figuris
- Miglior disegno luci: Cesare Accetta per La cupa
- Miglior progetto sonoro o musiche originali: GUP Alcaro per Lazarus
- Miglior nuovo testo italiano o scrittura drammaturgica (messi in scena da compagnie o artisti italiani): Via del popolo di Saverio La Ruina
- Miglior nuovo testo straniero o scrittura drammaturgica (messi in scena da compagnie o artisti italiani): Anatomia di un suicidio di Alice Birch
- Miglior spettacolo straniero presentato in Italia: Caridad di Angélica Liddel
- Premio UBU alla carriera: Danio Manfredini
- Premi speciali: Kepler-452, Franco Scaldati, AMAtl - Archivio Multimediale degli Attori Italiani, las Mascareddas, La Bottega Dello Sguardo, Eugenio Barba

### Stagione 2023/2024
- Miglior spettacolo di teatro (ex aequo): La Ferocia, ideazione VicoQuartoMazzini, regia di Michele Altamura e Gabriele Paolocà; Trilogia della città di K., un progetto di Federica Fracassi e Fanny & Alexander; regia di Luigi Noah De Angelis
- Miglior spettacolo di danza (ex aequo): redrum di Marco Valerio Amico, Rhuena Bracci; Stuporosa di Francesco Marilungo
- Miglior regia: Luigi Noah De Angelis, Trilogia della città di K.
- Miglior attrice o performer: Francesca Mazza per La Ferocia
- Miglior attore o performer: Leonardo Capuano per La Ferocia
- Miglior attrice o performer under 35: Sara Sguotti
- Miglior attore o performer under 35: Valentino Mannias
- Miglior scenografia: Luigi Noah De Angelis
- Migliori costumi: Aurora Damanti per Progetto Čechov
- Miglior disegno luci (ex aequo): Luigi De Angelis per Trilogia della città di K.; Giulia Pastore per La Ferocia
- Progetto sonoro o musiche originali: Mirto Baliani e Emanuele Wiltsch Barberio per Trilogia della città di K.
- Miglior nuovo testo italiano/scrittura drammaturgica (messi in scena da compagnie o artisti italiani): Bidibibodibiboo di Francesco Alberici
- Miglior nuovo testo straniero/scrittura drammaturgica (messi in scena da compagnie o artisti italiani): Come gli uccelli di Wajdi Mouawad, messo in scena da Il Mulino di Amleto
- Miglior spettacolo straniero presentato in Italia: Rohtko di Łukasz Twarkowski
- Premio UBU alla Carriera: Carla Tatò
- Premi speciali: archiviozeta, BAT - Bottega Amletica Testoriana, Lenz Fondazione, Davide Iodice, Marcello Sambati

## Plurivincitori

### Premi totali
- Luca Ronconi - 22
- Massimo Castri - 10
- Carmelo Bene - 9
- Federico Tiezzi - 9
- Carlo Cecchi - 8
- Antonio Latella - 7
- Margherita Palli - 7
- Massimo Popolizio - 6
- Maurizio Balò - 5
- Ermanna Montanari - 5
- Saverio La Ruina - 5

### Per categoria

#### Spettacolo
- Luca Ronconi - 11
- Antonio Latella - 4

#### Regia
- Luca Ronconi - 9
- Massimo Castri - 8
- Federico Tiezzi - 6
- Giancarlo Cobelli - 3

#### Attore
- Sandro Lombardi - 4
- Massimo Popolizio - 4
- Carmelo Bene - 3
- Carlo Cecchi - 3

#### Attrice
- Mariangela Melato - 4
- Elisabetta Pozzi - 4
- Ermanna Montanari - 4
- Isa Danieli - 3
- Piera degli Esposti - 3
- Francesca Mazza - 3
- Franca Nuti - 3

#### Scenografia
- Margherita Palli - 7
- Maurizio Balò - 5
- Marco Rossi - 4